# 야마다 마사미치
야마다 마사미치(일본어: 山田 正道, 1981년 4월 7일 ~ )는 일본의 전 축구 선수이다.

## 구단 경력
과거 교토 퍼플 상가, FC 기후에서 활동하였다.